# 蔡確
蔡確（1037年—1093年），字持正，福建泉州府晉江縣人，北宋官员。王安石变法的中坚人物。

## 生平
父蔡黃裳在陳州被陳執中貶逐。蔡確早年在泗州中山寺读书，仁宗嘉祐四年（1059年）進士，调（京兆府）邠州（治所今陕西彬县）司理参军。外號“倒懸蛤蜊（殼菜）”。王安石当政时，荐为三班主簿，王安石變法中的“常平、免役皆成其手”。元丰五年（1082年），拜尚书右仆射兼中书侍郎，此時富弼在西京，上言「蔡确小人，不宜大用」。史载：“确既相，屡兴罗织之狱，缙绅士大夫重足而立矣。”
元豐八年（1085年）三月，神宗病逝，哲宗即位，宣仁聖烈皇后攝政，转左仆射兼门下侍郎，司馬光執政，幾盡罷新法，改革派人士幾乎全招貶職。元佑二年（1087年）出知陈州、安州（今湖北安陆县）、邓州，元祐年間，蔡確在安州遊車蓋亭時，寫下《夏日遊車蓋亭》十首絕句。其政敵吳處厚向朝廷說“內五篇皆涉譏訕，而二篇譏訕尤甚，上及君親”，又指出“矯矯名臣郝甑山，忠言直節上元間”之句，是將攝政的高太皇太后比做武則天。
高太皇太后怒不可遏，將蔡確貶為光禄寺卿、分司南京，范祖禹认为：“蔡之罪，天下不容，尚为列卿，恐难平民愤。”最後貶至英州别驾（今广东英德市）、嶺南新州（今广东新兴县）安置。呂大防和劉摯曾以蔡確之母年老，嶺南路遠，請改遷他處，高太皇太后說：“山可移，此州不可移。”不久死於新州。《宋史》将其列入奸臣列传。
蔡确府宅在泉州城蔡巷（今称菜巷）。

## 评价
蔡确为吕惠卿、章惇罢贬之后王安石变法的中坚人物。蔡确坚持“变法图治、富国强兵”具有积极的意义。
元丰五年（1082年），北宋與西夏之战争，惨败永乐城，亦是变法的失败，蔡确有很大的责任。
蔡确有才能，但重用酷吏撕裂社会。主持「陈世儒案」、「乌台诗案」，曾經拘捕吕公著、苏颂、苏轼下狱，以權術打击对手，失势后遭「車蓋亭案」报复。